# GPRS Tunneling Protocol
GPRS Tunneling Protocol (GTP) – grupa protokołów komunikacyjnych opartych na protokole IP wykorzystywanych w realizacji systemu GPRS (ang. General Packet Radio Service) w sieciach GSM i UMTS oraz systemu Evolved Packet System (EPS) w sieciach LTE i 5G. Systemy te realizują funkcje sieci pakietowej w ramach sieci komórkowych – w tym realizacji usługi dostępu do Internetu.
Główną funkcją protokołów GTP jest przenoszenie pakietów IP w obrębie sieci szkieletowej operatora, gdzie pakiety IP nie są przekazywane bezpośrednio, lecz są tunelowane (enkapsulowane) z użyciem tego protokołu.
Do rodziny protokołów GTP należą:
- GTP-C (od ang. GTP control plane), który jest używany w sieci szkieletowej (ang. core network) do sygnalizacji między węzłami GGSN (ang. Gateway GPRS Support Node) oraz SGSN (ang. Serving GPRS Support Node). Dzięki temu SGSN może aktywować sesję w imieniu użytkownika (tzw. aktywacja kontekstu PDP), dezaktywować tę samą sesję, dostosować parametry usług lub zaktualizować sesję dla subskrybenta, który właśnie przybył z innego SGSN.
- GTP-U (od ang. GTP user plane), który służy do przenoszenia danych użytkownika w sieci szkieletowej GPRS oraz między siecią dostępu radiowego a siecią szkieletową. Transportowane dane użytkownika mogą być pakietami w dowolnym formacie IPv4, IPv6 lub PPP.
- GTP’ (wym. „GTP prim”), który służy do wymiany wiadomości związanych z naliczaniem kosztów (ang. charging). Używa tej samej struktury wiadomości co GTP-C i GTP-U, ale jest używany do komunikacji między innymi elementami sieci: elementem CDF (ang. charging data function) i elementem CGF (ang. charging gateway function)[5].